# Paul Grawitz

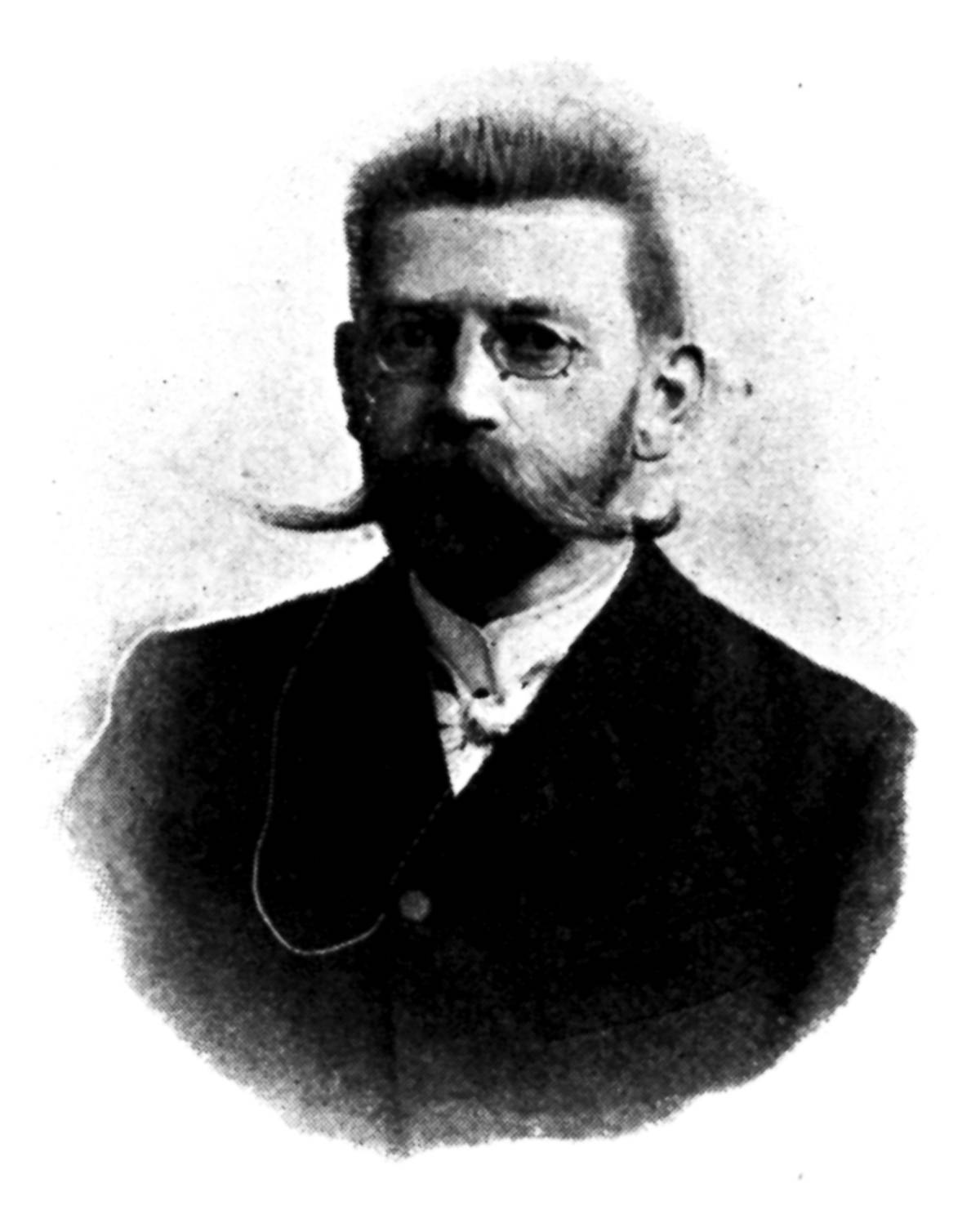
Paul Albert Grawitz

Paul Albert Grawitz (Zerrin/Sierzno (Bytów in Pommeren (Pruisen, nu Polen)), 1 oktober 1850 - Greifswald, 27 juni 1932) was een Duits patholoog. Tijdens zijn studie geneeskunde aan de Universiteit van Berlijn was hij assistent van patholoog Rudolf Virchow (1821-1902). Na zijn afstuderen bleef hij Virchow assisteren tot 1886.
Hij was van 1886 tot 1921 hoogleraar aan de Universiteit van Greifswald en was er directeur van het Pathologisch Instituut. Grawitz is bekend door zijn pionierswerk op het gebied van weefselculturen en zijn experimenten op het gebied van de bacteriologie. Hij is de naamgever van de grawitztumor, ook wel hypernefroom of, zoals tegenwoordig gebruikelijk, niercelkanker genoemd. 

## Werk
- Die Medizin der Gegenwart in Selbstdarstellungen, 2 delen, 1923